# کوه استنلی
کوه استنلی (به انگلیسی: Mount Stanley) یا کوه Ngaliéma کوهی واقع در رشته‌کوه روئنزوری در مرز بین جمهوری دموکراتیک کنگو و اوگاندا در آفریقا است. این کوه دارای چندین قله است که بلندترین آنها ۵٬۱۰۹ متر ارتفاع دارد. این کوه در عین حال بلندترین کوه اوگاندا و جمهوری دموکراتیک کنگو و سومین کوه بلند آفریقا است.

## مشخصات
استنلی کوهی پوشیده از برف و یخچال است و بخشی از پارک ملی کوهستان روئنزوری که در فهرست میراث جهانی یونسکو قرار دارد را تشکیل می‌دهد. بلندترین قلهٔ این کوه که مارگریتا نام دارد ۵۱۰۹ متر ارتفاع داشته و بلندترین نقطه در رشته‌کوه روئنزوری و سومین قلهٔ بلند آفریقا پس از کلیمانجارو و کوه کنیا به شمار می‌رود. پس از آن آلبرت با ارتفاع ۵۰۸۷ متر و الکساندریا با ارتفاع ۵۰۸۳ متر دیگر قله‌های مرتفع رشته‌کوه روئنزوری هستند که آنها نیز در کوه استنلی قرار دارند. همچنین ۹ قله از ۱۰ قلهٔ بالای ۴۹۰۰ متر ارتفاع این رشته‌کوه در کوه استنلی واقع شده‌اند.

## نام‌گذاری
نام کوه استنلی برگرفته از نام هنری مورتون استنلی است که در اواخر دههٔ ۱۸۸۰ به‌عنوان نخستین سیاح اروپایی، رشته‌کوه روئنزوری را کشف کرد. اما نام این کوه در کنگو در زمان ریاست‌جمهوری موبوتو سسه سوکو و در پی سیاست‌های آفریقایی‌سازی او به کوه نگالیما تغییر یافت.

## تاریخچه صعود
شاهزاده لوئیجی آمادئوی ساوویی، دوک آبروتزی، سیاحی ایتالیایی بود که در سال ۱۹۰۶ رهبری گروهی اکتشافی برای صعود به کوه‌های واقع در رشته‌کوه روئنزوری را برعهده گرفت. آنها نخستین نقشه‌های دقیق از منطقه را کشیدند و چند قله از جمله کوه استنلی را برای نخستین بار صعود کردند. آنها بیشتر قله‌ها را نامگذاری کردند و قله‌های دوقلوی کوه استنلی را به افتخار ملکه مارگریتای ایتالیایی و ملکه الکساندرای بریتانیایی، مارگریتا و الکساندرا نامیدند.